# Хибний вакуум

Скалярне поле φ в стані хибного вакууму. Енергія E вища, ніж у стані справжнього вакууму (основний стан), але потенціальний бар'єр перешкоджає переходу поля. Таким чином, перехід можливий лише за високої енергії поля або шляхом квантовомеханічного тунелювання

Хибний вакуум — у квантовій теорії поля — стан квантової системи, який не є станом з глобально мінімальною енергією, а відповідає її локальному мінімуму. Такий стан стабільний протягом певного часу (метастабільний), але може «тунелювати» в стан істинного вакууму.
В одній з гіпотез «роздування Всесвіту» з хибного вакууму незабаром після появи Всесвіту могла утворитися не одна, а багато метагалактик (серед яких і наша), в такому випадку Великий вибух — перехід хибного вакууму в звичайний.
Оцінка часу життя метастабільного вакууму в Стандартній моделі спостережуваного Всесвіту лежить у діапазоні від 1058 до 10241 років через невизначеності параметрів частинок, головним чином у масах топ-кварка і бозона Хіггса.